# Elezioni parlamentari nelle Isole Åland del 2015
Le elezioni parlamentari nelle Isole Åland del 2015 si tennero il 18 ottobre.

## Risultati
| Liste  | Liste                         | Voti   | %     | Seggi |
| ------ | ----------------------------- | ------ | ----- | ----- |
|        | Liberali delle Åland          | 3.212  | 23,30 | 7     |
|        | Centro delle Åland            | 2.985  | 21,65 | 7     |
|        | Moderati delle Åland          | 2.453  | 17,79 | 5     |
|        | Socialdemocratici delle Åland | 2.184  | 15,84 | 5     |
|        | Coalizione dei Non Allineati  | 1.323  | 9,60  | 3     |
|        | Futuro di Åland               | 1.016  | 7,37  | 2     |
|        | Democrazia Alandese           | 500    | 3,63  | 1     |
|        | Iniziativa Sostenibile        | 112    | 0,81  | -     |
| Totale | Totale                        | 13.785 |       | 30    |